# Cavadas (Villardevós)
Cavadas es una entidad de población situada en la parroquia de Osoño, del municipio español de Villardevós, en la provincia de Orense, Galicia.

## Demografía
La entidad de población de Cavadas no consta ni en las bases de datos del INE ni en las del IGE por lo que se desconocen los datos demográficos de la misma.